# 유루캠△ (드라마)
《유루캠△》(일본어: ゆるキャン△ 유루캰[*])은 아f로에 의한 동명의 만화를 원작으로 한 일본의 텔레비전 드라마다.
2020년 1월 10일부터 3월 27일까지, 제1기가 TV 도쿄 '목드라 25' 시간대에 방송되었다. 첫회 방송 직전인 2020년 1월 9일 21시 30분부터는 LINE LIVE에서 후쿠하라 하루카와 오하라 유노가 볼거리를 소개하는 "#유루캠△ 방송 직전 후쿠하라 하루카&오하라 유노 유루라이브 LIVE 스트리밍"이 행해졌다.
2021년 4월 2일부터 6월 18일까지, 제2기가 《유루캠△ 2》라는 타이틀로 '목드라 24' 시간대에 방송되었다. 제2기에서는 본편에 더해 《실내캠핑△》도 엄선한 에피소드를 쇼트 스토리로서 방송한다. 이에 앞선 형태로 같은 해 3월 29일 23시 6분부터 연말연시의 에피소드를 그린 특별편 《유루캠△ 스페셜》이 방송되어 여기에 맞추는 형식으로 스페셜 방송 직전인 같은 날 20시 30분부터 공식 인스타그램에서 후쿠하라와 오하라의 두 사람에 의한 인스타 라이브 스트리밍이 이루어졌다. 주인공 시마 린을 후쿠하라가, 카가미하라 나데시코를 오하라가 각각 연기한 것에서도 화제가 되었다.

## 등장인물
- 시마 린 - 후쿠하라 하루카
- 카가미하라 나데시코 - 오하라 유노
- 오가키 치아키 - 타나베 모모코
- 이누야마 아오이 - 야나이 유메나
- 사이토 에나 - 시다 사라
- 카가미하라 사쿠라(야나기 유리나
- 토바 미나미 - 츠치무라 카호
- 토키 아야노 - 이시이 안나

## 주제가
瞬きもせずに
H△G에 의한 제1기 오프닝 테마.
Replay
LONGMAN에 의한 제1기 엔딩 테마.
Hello Youth
LONGMAN에 의한 제2기 오프닝 테마.
わすれものをしないように
카도와키 사라사에 의한 제2기 엔딩 테마.

## 평가
작가겸 드라마 평론가의 나리마 레이이치는 이 작품에 대해 "잘 만들어진 애니메이션판에 비해 시작되기 전에는 비판적인 의견도 많았지만 애니메이션의 완벽한 복사라는 대담한 방법에 빠져 나갔다. 평가는 반전해 극찬의 목소리가 다수 오르고 있다"고 평가했다. 게다가 나리마는 "솔로캠프를 하는 린과 나데시코 일행의 야클의 멤버의 절묘한 거리감이 매우 기분 좋고, 신형 코로나바이러스의 뉴스로 속삭여 서 있던 마음이 치유되는 기분이었다"라고 칭찬하고 있다. 나리마는 연말 기획 '나리마 레이이치의 2020년 연간 베스트 드라마 TOP10'에서 본 작품을 6위로 뽑았다.

## 방영 목록
제1기
| 화수 | 방송일          | 감독            |
| ---- | --------------- | --------------- |
| 1    | 2020년 1월 10일 | 니노미야 타카시 |
| 2    | 1월 17일        | 니노미야 타카시 |
| 3    | 1월 24일        | 니노미야 타카시 |
| 4    | 1월 31일        | 요시노 마모루   |
| 5    | 2월 7일         | 요시노 마모루   |
| 6    | 2월 14일        | 타마자와 쿄헤이 |
| 7    | 2월 21일        | 타마자와 쿄헤이 |
| 8    | 2월 28일        | 니노미야 타카시 |
| 9    | 3월 6일         | 요시노 마모루   |
| 10   | 3월 13일        | 요시노 마모루   |
| 11   | 3월 20일        | 니노미야 타카시 |
| 12   | 3월 27일        | 니노미야 타카시 |

특별편
| 화수 | 방송일          | 감독            |
| ---- | --------------- | --------------- |
| SP   | 2021년 3월 29일 | 니노미야 타카시 |

제2기
| 화수 | 방송일         | 감독            |
| ---- | -------------- | --------------- |
| 1    | 2021년 4월 2일 | 니노미야 타카시 |
| 2    | 4월 9일        | 니노미야 타카시 |
| 3    | 4월 16일       | 타마자와 쿄헤이 |
| 4    | 4월 23일       | 요시노 마모루   |
| 5    | 4월 30일       | 타마자와 쿄헤이 |
| 6    | 5월 7일        | 타마자와 쿄헤이 |
| 7    | 5월 14일       | 타마자와 쿄헤이 |
| 8    | 5월 21일       | 요시노 마모루   |
| 9    | 5월 28일       | 요시노 마모루   |
| 10   | 6월 4일        | 요시노 마모루   |
| 11   | 6월 11일       | 요시노 마모루   |
| 12   | 6월 18일       | 요시노 마모루   |